# Funkytown
Funkytown ist ein Disco-Klassiker von Lipps, Inc., der von Steven Greenberg geschrieben und produziert wurde. Das Lied wurde 1979 auf dem Album Mouth to Mouth und im Februar 1980 als Single bei Casablanca Records veröffentlicht.

## Geschichte
Steven Greenberg hatte gerade einen lokalen Radiohit gelandet, als er sich im Sommer 1979 entschloss, das Projekt Lipps, Inc. ins Leben zu rufen. Bereits im Herbst 1979 erschien das Album Mouth to Mouth, auf dem sich auch Funkytown befand. Der Liedtext soll zum Ausdruck bringen, dass sich Greenberg in Minneapolis nicht mehr wohlfühlte und sich wünschte, irgendwo anders hinzugehen, dieser Ort ist das im Lied besungene Funkytown. Es entstand ein Dance-Song mit einem „pumpenden Rhythmus“ und dem markanten Gesang von Cynthia Johnson, der der abebbenden Disco-Bewegung der 1970er Jahre noch einmal einen Popularitätsschub gab. Das Lied lebt von der ständigen Wiederholung des Haupt-Riffs, das dem The-Doors-Lied The Changeling vom Album L.A. Woman entnommen ist, dem mit Hall versehenen Gesang und zahlreichen Soundeffekten.
Die Single-Veröffentlichung erfolgte am 18. Februar 1980 als zweite Auskopplung aus dem Album Mouth to Mouth. In den Vereinigten Staaten sowie in Kanada, Australien, Neuseeland, Deutschland, Österreich, der Schweiz, den Niederlanden, Belgien und Norwegen wurde der Disco-Klassiker ein Nummer-eins-Hit. Es blieb der einzige Hit der Gruppe und wurde in den USA mit Platin für mehr als eine Million verkaufte Einheiten ausgezeichnet.

## Chartplatzierungen
| ChartsChartplatzierungen       | Höchstplatzierung | Wochen/ Monate |
| ------------------------------ | ----------------- | -------------- |
| Deutschland (GfK)              | 1 (25 Wo.)        | 25 Wo.         |
| Österreich (Ö3)                | 1 (4,5 Mt.)       | 4,5 Mt.        |
| Schweiz (IFPI)                 | 1 (16 Wo.)        | 16 Wo.         |
| Vereinigte Staaten (Billboard) | 1 (23 Wo.)        | 23 Wo.         |
| Vereinigtes Königreich (OCC)   | 2 (13 Wo.)        | 13 Wo.         |

| ChartsJahrescharts (1980)      | Platzierung |
| ------------------------------ | ----------- |
| Deutschland (GfK)              | 13          |
| Österreich (Ö3)                | 4           |
| Schweiz (IFPI)                 | 2           |
| Vereinigte Staaten (Billboard) | 8           |

## Coverversion von Pseudo Echo
1986 nahm Pseudo Echo den Klassiker neu auf und gestaltete die Cover-Version nach Vorbild der „Rock-Nummern“ der 1980er, mit Tendenz zu Synth Rock und New Wave. Die Version wurde weltweit am 15. Dezember 1986 veröffentlicht; in Kanada, Australien und Neuseeland wurde die Fassung ein Nummer-eins-Hit.

## Weitere Coverversionen
- 1983: Ed Starink (Sysation One)
- 1995: Stars on 45 (The Lost Mix)
- 2004: Sarah Connor (Change)
- 2004: Global Kryner (global.kryner)
- 2005: Robyn Hitchcock
- 2005: Sizzla (Hear Mi Nuh)
- 2005: Soulwax (NY Lipps)
- 2007: Alvin und die Chipmunks
- 2009: Alcazar
- 2021: Mattn & Maurice West
- 2021: DJ Darioliniers
- 2021: Shariza

## Auszeichnungen für Musikverkäufe

### Version von Lipps, Inc.
Die Single Funkytown wurde weltweit mit 4× Gold und 3× Platin ausgezeichnet und verkaufte sich Quellenangaben zufolge mehr als acht Millionen Mal.
| Land/Region                  | Auszeichnungen für Musikverkäufe (Land/Region, Auszeichnung, Verkäufe) | Verkäufe  |
| ---------------------------- | ---------------------------------------------------------------------- | --------- |
| Deutschland (BVMI)           | Gold                                                                   | 250.000   |
| Frankreich (SNEP)            | Gold                                                                   | 500.000   |
| Kanada (MC)                  | 2× Platin                                                              | 300.000   |
| Neuseeland (RMNZ)            | Gold                                                                   | 10.000    |
| Vereinigte Staaten (RIAA)    | Platin                                                                 | 3.000.000 |
| Vereinigtes Königreich (BPI) | Gold                                                                   | 400.000   |
| Insgesamt                    | 4× Gold · 3× Platin ·                                                  | 4.460.000 |

### Version von Pseudo Echo
| Land/Region       | Auszeichnungen für Musikverkäufe (Land/Region, Auszeichnung, Verkäufe) | Verkäufe |
| ----------------- | ---------------------------------------------------------------------- | -------- |
| Kanada (MC)       | Gold                                                                   | 50.000   |
| Neuseeland (RMNZ) | Gold                                                                   | 10.000   |
| Insgesamt         | 2× Gold ·                                                              | 60.000   |

## Weitere Verwendung
In der Futurama-Episode „Amazonen machen Snu Snu“ singt Morbo das Lied in einer Karaokebar. Ebenfalls fand der Song in Filmen wie Shrek 2 – Der tollkühne Held kehrt zurück und Alvin und die Chipmunks – Der Kinofilm, in der Episode „Ein bisschen kiffen?“ der Serie South Park, sowie in der Episode „Rollerskates“ der Serie Malcolm mittendrin seine Verwendung. In der Parodie Disaster Movie wird während einer Szene, die den oben erwähnten Alvin und die Chipmunks-Film persifliert, ein musikalisch und inhaltlich sehr deutlich an Funkytown angelehntes Lied gesungen.